# Hungría en los Juegos Paralímpicos de Heidelberg 1972
Hungría estuvo representada en los Juegos Paralímpicos de Heidelberg 1972 por cinco deportistas, cuatro hombres y una mujer.

## Medallistas
El equipo paralímpico húngaro obtuvo las siguientes medallas:
| Nombre       | Deporte   | Evento                            |
| ------------ | --------- | --------------------------------- |
| Oro          |           |                                   |
| —            |           |                                   |
| Plata        |           |                                   |
| —            |           |                                   |
| Bronce       |           |                                   |
| András Fejes | Atletismo | 60 m silla de ruedas 1A masculino |